# Zjawisko aperiodyczne
Zjawisko aperiodyczne – przeciwieństwo zjawiska periodycznego. Jest to zjawisko niewystępujące okresowo (w równych odstępach czasu), a wręcz chaotycznie.
Przykładem występowania zjawisk tych są obwody RLC. Musi występować w nich relacja: rezystancja jest większa od pierwiastka indukcyjności przez pojemność. Innym przykładem jest rezonans stochastyczny.
Zjawisko to dotyczy układów nieliniowych, które mogą posiadać kilka stabilnych stanów.